# Svastra minima
Svastra minima är ett bi som beskrevs 1956 av Wallace LaBerge. Arten ingår i släktet Svastra och familjen långtungebin. Arten förekommer i Mellanamerika och inga underarter finns listade i Catalogue of Life.